# Kemkemia
Kemkemia là một chi khủng long, được Cau & Maganuco mô tả khoa học năm 2009.